# Hwang Song-su
Hwang Song-su (koreanisch 황성수; * 10. Juli 1987 in Tokio, Präfektur Tokio, Japan) ist ein nordkoreanischer Fußballspieler.

## Karriere
Hwang Song-su erlernte das Fußballspielen in den japanischen Schulmannschaften der West Tokyo Korea First Intermediate Level School und der Tokyo Korea School sowie in der Universitätsmannschaft der Korea University. Seinen ersten Vertrag unterschrieb er im Februar 2010 bei Júbilo Iwata. Der Verein aus Iwata spielte in der ersten japanischen Liga. Bis zu seinem Vertragsende im Januar 2013 kam er jedoch nicht zum Einsatz. Am 1. Februar 2013 wechselte er zum Zweitligisten Thespakusatsu Gunma. Für den Verein aus Kusatsu bestritt er in drei Spielzeiten 98 Ligaspiele. Zu Beginn der Saison 2016 unterschrieb er einen Vertrag beim Drittligisten Ōita Trinita. Am Ende der Saison 2016 wurde er mit Trinita Meister und stieg in die zweite Liga auf. Nach drei Jahren, in denen er 61 Ligaspiele bestritt, wechselte er am 1. Februar 2019 nach Shinjuku zum Regionallisten Criacao Shinjuku. 2019 wurde er mit dem Klub Meister der Kanto Soccer League (Div.2). Zwei Jahre später feierte er mit dem Verein die Meisterschaft der Kanto Soccer League (Div.1) und den Aufstieg in die vierte Liga.

## Erfolge
Ōita Trinita
- Japanischer Drittligameister: 2016  ▲

Criacao Shinjuku
- Kanto Soccer League (Div.2): 2019  ▲
- Kanto Soccer League (Div.1): 2021  ▲